# 1614 en science
| Années de la science : 1611 - 1612 - 1613 - 1614 - 1615 - 1616 - 1617    |
| Décennies de la science : 1580 - 1590 - 1600 - 1610 - 1620 - 1630 - 1640 |

Cet article présente les faits marquants de l'année 1614 en science.

## Événements
- 12-15 novembre : Galilée reçoit Jean Tarde, à qui il présente son microscope et ses éphémérides sur les satellites de Jupiter[1].

- Simon Marius baptise les quatre lunes principales de Jupiter : Io, Europe, Ganymede et Callisto[2].
- John Napier invente les logarithmes[3].

## Publications
- Simon Marius : Mundus Iovialis ;
- John Napier : Mirifici logarithmorum canonis descriptio ;
- Christoph Scheiner : Disquisitiones mathematicae, Ingolstadt, 1614, avec Stefan Locher) IMSS Digital Library.

## Naissances
- 14 février : John Wilkins (mort en 1672), ecclésiastique et scientifique anglais.

## Décès

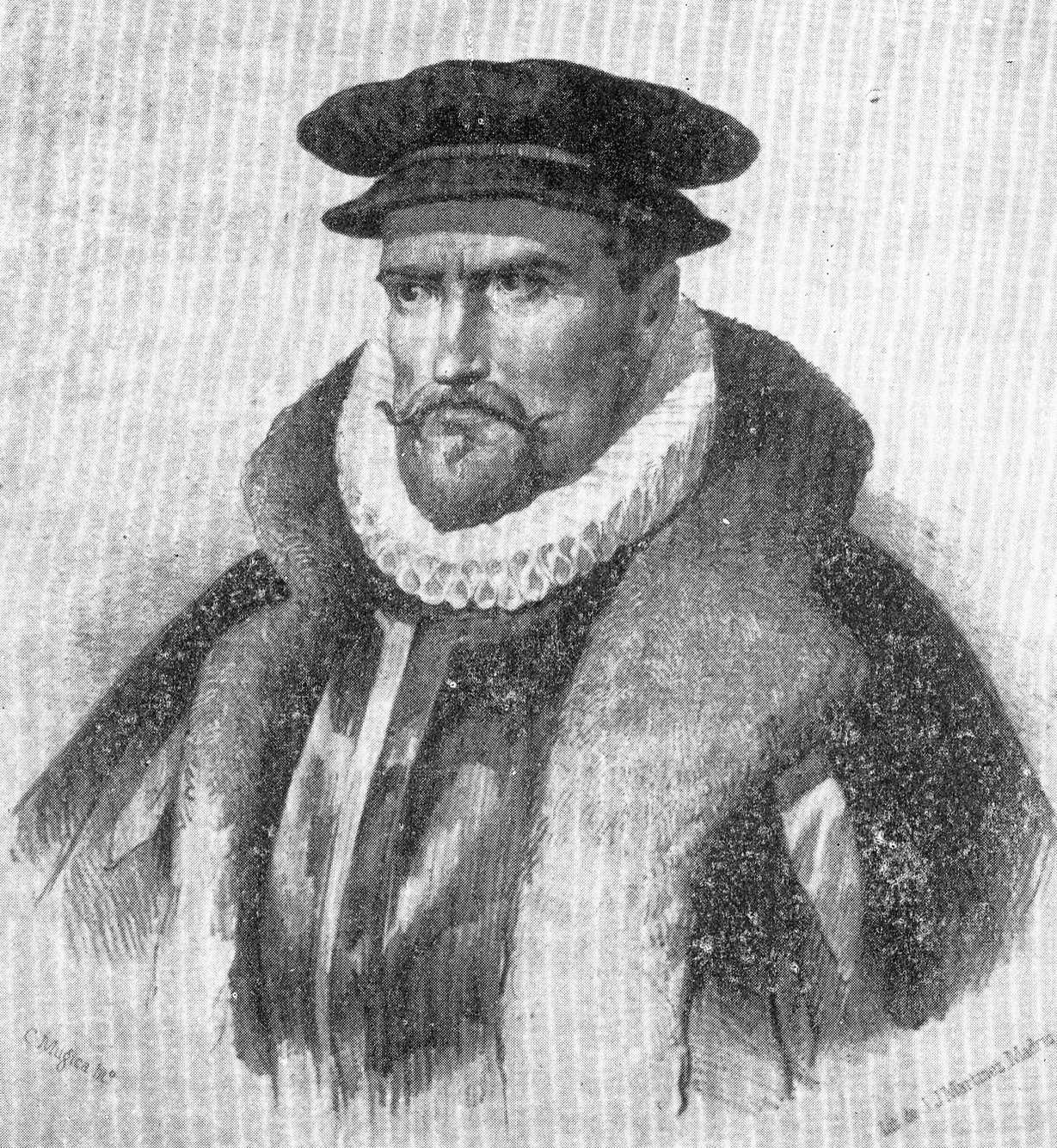
Pedro Fernández de Quirós

- 13 février : Giambattista Raimondi (né en 1536), philosophe, mathématicien et orientaliste italien.
- 22 mars : Filippo Salviati (né en 1582), astronome et savant italien.
- 28 juillet : Félix Platter (né en 1536), médecin, anatomiste et botaniste suisse.

- Pedro Fernández de Quirós (né en 1565), navigateur portugais au service de l'Espagne.